# 깟바 국립공원
깟바 국립공원(葛婆國立公園, 베트남어: Vườn quốc gia Cát Bà / 園國家葛婆)은 베트남 북부의 생물권 보호 지역으로 지정된 세계유산이다. 이 공원은 하롱베이의 깟바섬에 속하며 행정구역 상 하이퐁 시에서 관리한다. 이 공원은 하이퐁에서 동쪽으로 약 30km 떨어진 곳에 위치해 있으며, 육지 면적은 173km2이고, 연안 면적은 90km2이다.
깟바 국립공원 내에는 황금머리 랑구르(Trachypithecus poliocephalus)라고도 알려진 원숭이가 있다. 이 랑구르는 공원 내 거주하고 있으며 국제 자연 보전 연맹(International Conservation of Nature)에 의해 멸종 위기에 처한 영장류로 분류되고 있는 세계에서 가장 희귀한 원숭이 중에 하나이다.

## 역사
깟바 국립공원은 1986년 3월 31일 베트남 각료회의(현재는 베트남 정부) 제79호/CP의 결정에 따라 설립되었다. 이 공원은 1990년대 중반부터 부유한 중국인과 베트남인 관광객들로 유명한 관광지였다. 관광객들은 전통 의학에 대한 수요와 개발 그리고 무분별한 벌채로 인해 흰머리 랑구르는 멸종 위기에 쳐했으며 2600마리에서 2003년에는 40마리로 개체수가 감소했다. 2016년에는 67(± 5) 개체가 확인되었다.

## 개요

응우람 정상에서 본 깟바 국립공원

깟바섬의 중심부에는 시각적으로 놀랍고, 생태학적으로 다양한 국립공원이 있다. 1986년에 98km2(섬의 총 육지 면적의 약 1/3)가 베트남의 해양보호구역(Dawkins 14)을 포함하는 최초의 보호구역인 깟바 국립공원으로 합병되었다. 이전에는 목재 회사의 사유지였다. 2006년에 국립공원의 경계가 다시 정해졌기 때문에 공원은 109km2의 육지 면적과 52km2의 연안 해역과 망그로브가 덮힌 갯벌지역을 포함하게 되었다. 공원에는 60명 이상의 공원 관리자를 포함해 92명이 직원을 배치했다.
2004년에 깟바 군도는 여러 육상과 수생 생태계뿐만 아니라 섬에서 발견되는 다양한 식물과 동물의 생명을 보호하기 위해 유네스코 인간 및 생물권 예비 지역으로 선언되었다. 유네스코는 군도를 3개의 별개의 영역으로 나누어, 각 영역에 섬의 개발과 보전 조치를 규제하는 특정 기능과 제한을 두었다.

### 핵심지대
핵심 지역은 합법적으로 설정될 필요가 있으며 연구와 감시를 제외하고는 인간 활동의 대상이 되지 않는다. 경우에 따라 지역 사회에서 전통적인 채취 용도로는 사용할 수 있다. 깟바 국립공원은 깟바 군도의 생물권 보호구의 핵심지대를 일정 부분 구성한다. (8,500 헥타르, 그중 2,000 헥타아르는 해상 구역)

### 완충지대
완충지대는 핵심지대를 둘러싸거나 인접해야 한다. 활동은 핵심지대의 보전 목표를 방해하지 않아야 하고, 보호하는 데 도움이 되도록 구성된다. 실험적인 연구를 위한 영역일 수 있으며 교육, 관광 및 레크리에이션 시설을 수용할 수 있다. (7,741 헥타르, 그중 2,800헥타아르는 해상 지대임)

### 외부 이전지대
지역, 국가 및 세계적인 보전과 개발과 관련된 연구, 감시, 교육 및 정보 교환을 지원한다. (10,000 헥타르, 그 중 4,400헥타르가 해양)

### 국립공원의 목표
최우선 목적은 보존이며 공원은 주로 열도의 자연과 야생 생물을 보호하기 위해 최선을 다하고 있다. 두 번째 목적은 과학 연구이며, 세 번째 목적은 생태 관광과 환경 교육을 촉진하는 것이다. 세 번째 우선 과제는 보전과 경제적 목표의 균형을 이루는 생태관광 및 보전 프로그램을 통해 국립공원의 완충지대에 살고 있는 소규모 공동체의 경제적 발전을 증진시키는 것이다.

### 생물다양성
자연의 아름다움 외에도 공원에는 거의 믿을 수없는 종들이 서식하고 있다. 공원에는 406종의 나무, 661종의 약용식물, 196종의 식용식물 등을 포함하여 186군의 식물 1,561종이 있다. 이 섬의 동물군은 279종이 있으며, 18 개체 53종의 포유류 종과 23종의 멸종위기종 및 심각단계 멸종 위기에 처한 종을 포함하고 있다.
160종의 조류 종이 있고, 66종의 파충류와 양서류, 79개체의 다른 종류의 곤충 274종이 있다. 수중에는 900종의 바다물고기, 178종의 산호초, 7종의 바다뱀, 4종의 바다거북, 21종의 해초가 군도 전체에서 발견된다.

## 깟바 랑구르

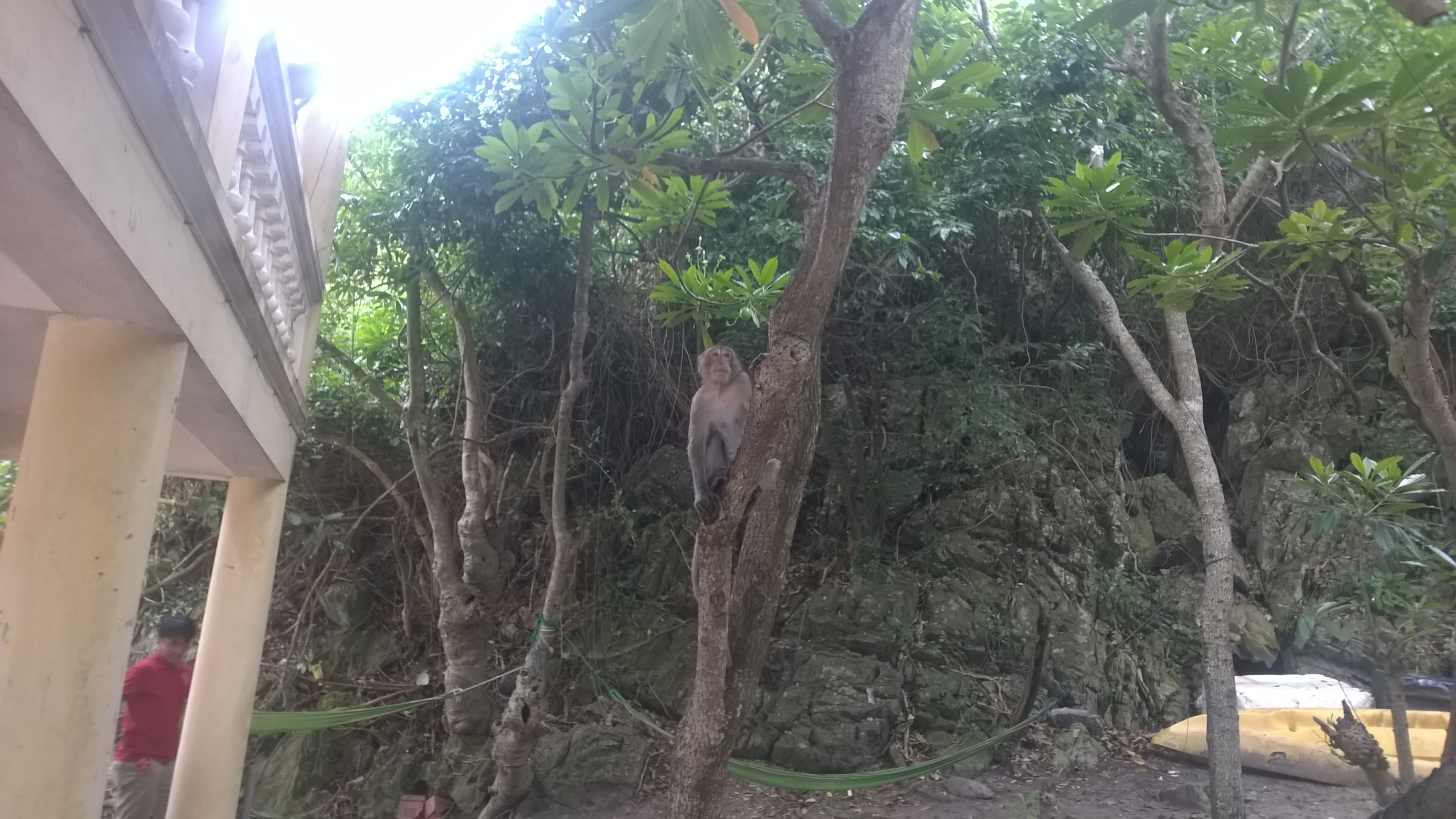
깟바 랑구르

깟바 랑구르(구세계원숭이, Trachypithecus poliocephalus), 또는 황금머리 랑구르는 깟바섬 고유종이며, 세계에서 가장 심각한 멸종위기 영장류 중 하나이다. 약 2,400마리 ~ 2,700마리 사이였던 랑구르 (구세계원숭이)의 개체수는 전통 의학을 목적의 밀렵과 인간 개발로 인한 서식지 파괴로 인해 2000년 53개체로 줄어들었다.
오늘날 야생에 약 68개체의 랑그르만 남아 있다. 랑구르(구세계원숭이) 개체와 그 서식지는 깟바 랑구르 보존 프로젝트(CBLCP)에 의해 감시되고 있다. CBLCP는 국립공원 직원과 깟바섬 그리고 하이퐁 지방의 지방 정부와 긴밀하게 협력하는 독일에 기반을 둔 NGO이다. 특히 랑구르 (구세계원숭이)의 서식지를 보호하고, 전체 깟바 군도의 생물다양성과 환경을 보존하는 데 도움을 주기 위해 하이퐁의 농촌개발부(Agricultural and Rural Development) 프로젝트가 과거에 직면했던 어려움을 앞으로도 직면하게 될 것이다. CBLCP는 현장 보존 프로젝트이며, 이 프로젝트로 동물과 그 서식지를 보호하기 위해 노력한다는 것을 의미한다. (동물원에 랑구르를 수용할 계획은 없다). 이것은 랑구르를 보존하기 위한 노력을 기울임으로써 열도의 자연환경을 보호하고, CBLCP가 군도에서 발견되는 모든 종을 보존하고 숲의 전반적인 건강을 보호하기 위해 실제로 일을 한다는 것을 의미한다. 랑구르 개체수가 급격히 감소한 가장 큰 이유는 불법적인 밀렵과 전통적인 의약 목적을 위한 랑구르의 포획이었다. 랑구르는 생계를 위해 숲에 의존해야 했고, 빈약한 수입을 보전하기 위해 랑그르를 팔았던 지역민들과 국제적으로 야생동물을 불법적으로 거래하는 일부 섬 밖의 밀렵꾼들에 의해 랑구르가 밀반출되었기 때문이다. 랑구르가 직면한 또 다른 주요 위협은 인간 개발의 증가로 인한 서식지 분화이다. 현재 랑구르 개체군은 깟바섬의 다섯 곳에서, 7개로 격리된 하위 집단으로 분열되어 있다. 대부분의 랑구르 집단은 수가 적어서, 일부 개체군이 번식이 불가능해, 늙은 개체를 대체할 수가 없다는 것이다.
이 문제를 해결하기 위해 CBLCP는 두 가지 접근 방식에 노력을 집중하고 있으며, 랑구르 개체의 감소 등의 보존 문제와 지역 주민에 의존하는 보호네트워크를 만드는 방법에 대한 교육과 인식 수준을 홍보하고 있다. 이 두 가지 접근 방식은 모두 프로그램을 보다 효과적으로 만들기 위해 깟바섬의 주민들을 참여시키기 위해 큰 노력과 관심을 기울인다. CBLCP는 또한 깟바섬에 대한 환경 인식과 교육 수준을 높이는 데 적극적으로 노력하고 있다. 그들은 또한 깟바섬 주민들과 자연 환경 사이의 연결고리를 만들기 위해서도 노력한다. 공원에서 보호하고 있는 다른 포유류로는 사향고양이와 동양큰다람쥐도 포함되어 있다.

## 같이 보기
- 깟바섬